# Bäckstjärnen
Bäckstjärnen är en sjö i Sundsvalls kommun i Medelpad och ingår i Indalsälvens huvudavrinningsområde. Sjön har en area på 0,153 kvadratkilometer och ligger 208 meter över havet.

## Delavrinningsområde
Bäckstjärnen ingår i det delavrinningsområde (694863-156328) som SMHI kallar för Utloppet av Bjässjön. Medelhöjden är 241 meter över havet och ytan är 18,17 kvadratkilometer. Räknas de 3 avrinningsområdena uppströms in blir den ackumulerade arean 34,2 kvadratkilometer. Bjässjöån som avvattnar avrinningsområdet har biflödesordning 2, vilket innebär att vattnet flödar genom totalt 2 vattendrag innan det når havet efter 35 kilometer. Avrinningsområdet består mestadels av skog (71 procent). Avrinningsområdet har 4,22 kvadratkilometer vattenytor vilket ger det en sjöprocent på 23,2 procent.